# Sonklarspitze
Sonklarspitze – szczyt w Stubaier Alpen. Leży w zachodniej Austrii, w Tyrolu. Szczyt ten znajduje się na południe od Wilder Pfaff, między dwoma lodowcami Triebenkarlasferner na zachodzie i Übeltalferner na wschodzie.